# À fond
À fond is een Franse film uit 2016, geregisseerd door Nicolas Benamou. De film ging op 11 november in première op het festival du film de Sarlat.

## Verhaal
Een familie vertrekt in de vroege morgen op zomervakantie om de files te vermijden. Tom, echtgenoot van Julia en de vader van Lison en Noé, zet de cruisecontrol van zijn nieuwe auto op 130 km/u. Wanneer Ben, zijn vader, onderweg ruzie krijgt met zijn schoondochter Julia, vraagt deze om de auto te stoppen en terug te keren. Tom komt tot de vaststelling dat hij geen controle meer heeft over de auto en wegens een technische panne blijft die met een zelfde constante snelheid voortrijden. Alle maneuvers om de auto te laten vertragen halen niks uit en de zes passagiers komen op de rand van een zenuwinzinking naarmate ze dichter bij de file komen tweehonderd kilometer verderop.

## Rolverdeling
| Acteur            | Personage       |
| ----------------- | --------------- |
| José Garcia       | Tom Cox         |
| Caroline Vigneaux | Julia Cox       |
| André Dussollier  | Ben Cox         |
| Charlotte Gabris  | Melody          |
| Florence Foresti  | Capitaine Peton |